# Ça se dispute
Cet article possède un paronyme, voir Ça se discute.
Ça se dispute est une émission de télévision hebdomadaire, diffusée du 12 septembre 2003 au 12 décembre 2014 sur la chaîne d'information en continu I-Télé et dès le 4 mai 2018 sur CNews.

## Concept
Pendant une heure, deux éditorialistes analysent et débattent de l'actualité politique et des faits marquants de la semaine.

## Historique

### Première période
Pendant les trois premières saisons, de 2003 à 2006, Ça se dispute oppose Éric Zemmour du quotidien Le Figaro et Christophe Barbier, directeur de L'Express. La confrontation est arbitrée par Victor Robert, qui a pour habitude de commencer l'émission par la formule « Salut à toutes et à tous et bienvenue dans le spectacle de la politique et de la télévision » et de la conclure par une citation.
En septembre 2006, Nicolas Domenach, de l'hebdomadaire Marianne, remplace Christophe Barbier qui rejoint LCI. Nicolas Domenach participait précédemment à une autre émission d'I-Télé, N'ayons pas peur des mots.
En septembre 2009, Ça se dispute change de présentateur : poursuivant son éditorial, son match des éditorialistes puis son interview dans la matinale en semaine, Laurent Bazin succède à Victor Robert pour l'animation de cette émission.
À la rentrée 2010, l'émission change de présentateur plusieurs fois : Mélanie Gambier d'août à septembre 2010, Olivier Ravanello d'octobre 2010 à janvier 2011, puis Maya Lauqué. En septembre 2011, cette dernière est confirmée dans son poste de présentatrice.
En septembre 2013, à la suite du départ de Maya Lauqué pour animer La Quotidienne sur France 5, c'est Léa Salamé qui est choisie pour la remplacer ; Myriam Encaoua fait office de remplaçante.
En juin 2014, on apprend que Léa Salamé quitte I-Télé pour devenir chroniqueuse dans l'émission On n'est pas couché sur France 2. À compter de septembre 2014, la présentation de l'émission est confiée à Pascal Praud.

### Éviction d'Éric Zemmour et fin de l'émission
Les prises de position d'Éric Zemmour dans l'émission choquent de plus en plus à l'intérieur et à l'extérieur de la rédaction d'I-Télé. Le 19 décembre 2014, Céline Pigalle, directrice de la rédaction, et Cécilia Ragueneau, directrice générale, prennent la décision de mettre fin à leur collaboration avec le journaliste, à la suite de l'interview que celui-ci a donnée au journal italien Corriere della Serra. Dans un communiqué, la chaîne précise également que l'émission ne reviendra pas en janvier 2015.
La décision réjouit certains politiques de gauche. Le député PS Philippe Doucet félicite I-Télé pour cette « décision courageuse », tout comme son collègue Alexis Bachelay qui y voit une « bonne décision ». Cette décision est également saluée par les députés PS Jean-Louis Gagnaire et Anne-Yvonne Le Dain, ainsi que par Éric Coquerel du Parti de gauche,.
À l'inverse, des politiques de droite protestent. Au Front national, Louis Aliot appelle à boycotter I-Télé, tandis que Marine Le Pen parle d'une « censure [...] détestable ». Philippe de Villiers (MPF) évoque un « pays totalitaire ». Les députés UMP Éric Ciotti et Jean-Jacques Guillet s'insurgent également, alors que Nicolas Dupont-Aignan (DLF) parle d'une dictature de la « pensée unique ». Le sénateur UDI Yves Pozzo di Borgo se dit « choqué », sans pour autant partager les idées du polémiste,.
Des personnalités politiques de gauche, contradicteurs réguliers d'Éric Zemmour, trouvent aussi que son éviction n'est pas la solution. Pour Jean-Luc Mélenchon (PG), « virer Zemmour n'est pas une décision utile à la lutte contre ses idées ». Daniel Cohn-Bendit le soutient également : « Comme je défends la proportionnelle et le droit du FN à être représenté à l'Assemblée nationale, je me dois de défendre la présence de Zemmour dans l'espace public que cela me fasse mal ou pas ».
Cette décision est regrettée par de nombreuses autres personnalités. Le journaliste Nicolas Domenach, qui participait à l’émission, a exprimé de la tristesse à l’annonce de la décision d’I-Télé : « Avec Zemmour, on s’est débattu. On s’est affronté. On s’est aimé, on s’est exaspéré, mais toujours respecté. Un temps d’échanges. Quelle tristesse ! ». Pour le philosophe Michel Onfray, « Éric Zemmour est un bouc émissaire idéal pour la gauche », il y voit de plus « une forme de totalitarisme intellectuel ». Pour Jean-François Kahn, « En virant Zemmour, on ne fait que nourrir le ressentiment d’une partie de la population, qui, à juste titre, ne se sent plus représentée. C’est un formidable cadeau pour Marine Le Pen ».
En novembre 2016, I-Télé est condamnée à verser 50 000 euros à Éric Zemmour pour « rupture brutale et abusive du contrat, sans préavis et sans invoquer aucun manquement contractuel ».

### Relance de l'émission
Le 3 mai 2018, une bande-annonce sur CNews informe les téléspectateurs du retour de l'émission, toujours présentée par Pascal Praud. Elle oppose désormais Laurent Joffrin de Libération et Ivan Rioufol du Figaro.
Dès la rentrée de 2020, Patrice Boisfer remplace Laurence Ferrari dans l'émission de 18h-19h le vendredi avant le Best of de « Face à l’info » en rediffusion présenté par Christine Kelly et Éric Zemmour de 19h-20h même Laurent Joffrin[pas clair], et Ivan Rioufol part pour remplacer par Gilles-William Goldnadel et Julien Dray.
En août 2023, Lionel Rosso reprend la présentation de l’émission.

## Récompense
En juin 2005, Ça se dispute reçoit l’ITheme 2005 du « Magazine d’information ou de débat », un prix décerné par les lecteurs du magazine Télé Câble Satellite Hebdo et les internautes aux meilleurs émissions et animateurs des chaînes du câble, du satellite, de la TNT et de l’ADSL.

## Diffusion
L'émission est diffusée du lundi au vendredi à 21 h sur I-Télé, puis rediffusée le samedi.
Sur CNews, l'émission est diffusée les vendredis à 19h, puis à 21h.